# جلگه پست ترک-کوما
جلگه پست ترک-کوما (به لاتین: Terek–Kuma Lowland) یک ناحیه و دشت در روسیه است. جلگه پست ترک-کوما ۱۰۰ متر بالاتر از سطح دریا واقع شده‌است.